# Stutzenstein (Kocheler Berge)
Die Stutzenstein ist ein 892 m ü. NHN hoher Felsriegel in den Bayerischen Voralpen. Der Berg befindet sich oberhalb der oberbayerischen Gemeinde Kochel am See (Landkreis Bad Tölz-Wolfratshausen). 
Der Stutzenstein erhebt sich markant mit steil abfallenden Felswänden aus der bewaldeten Nordwestflanke unterhalb des Rabenkopfes. Der höchste Punkt kann einfach auf Steigen von Kochel aus erreicht werden.